# トキポナ
トキポナ（toki pona 発音）は、人工言語の一つである。カナダの言語学者・翻訳家ソニャ・ラング (Sonja Lang) によって作られ、2001年8月8日にインターネット上で草稿が発表され、完全な形としては2014年に『Toki Pona: The Language of Good』という書籍にまとめ上げられた。また、2021年にはトキポナ辞典が発刊された。
作者は『老子』が好きであったことから、トキポナは道家の雑念を捨て去る思想に基づいている、とも言われる。14の音素と120の単語のみが定義されており、国際補助語として使われることを目的としてつくられてはいない。
トキポナは、人間の思考過程をそのまま表現することを目指している。サピア・ウォーフの仮説に基づく考え方であり、これはジョージ・オーウェルが小説『1984年』に登場させた言語ニュースピークと同種の思想による人工言語である。

## 名称
tokiは「言語」や「話」などの意味であり、トク・ピシンのtokに由来している。toki自体で言語という意味を表すので、トキポナ語 (toki pona language) のような言い方は重言である。ponaは良い/単純などの意味であり、エスペラントbonaに由来する。このことから、toki ponaは「良い言語」や「単純な言語」という意味になる。

## 文字

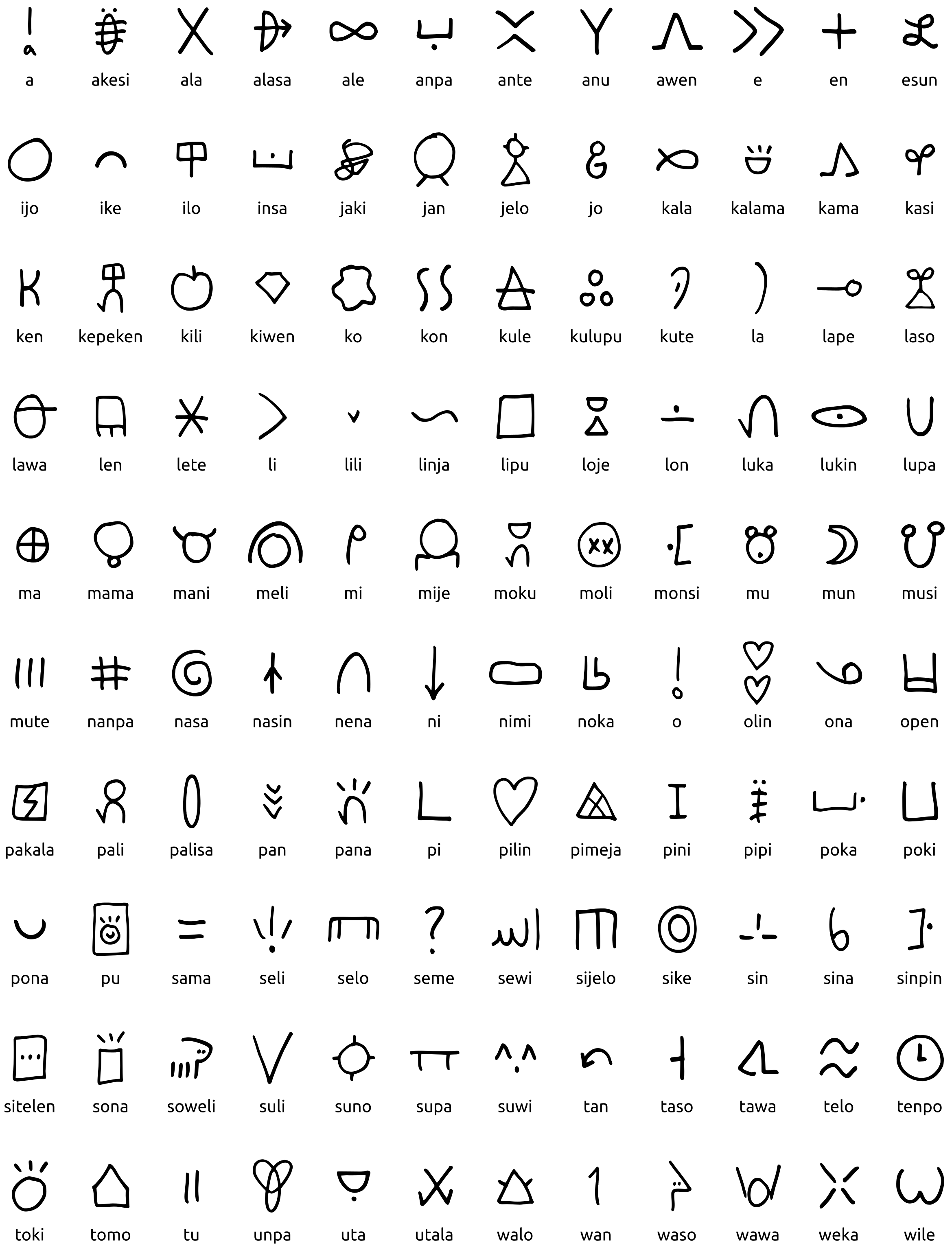
sitelen pona

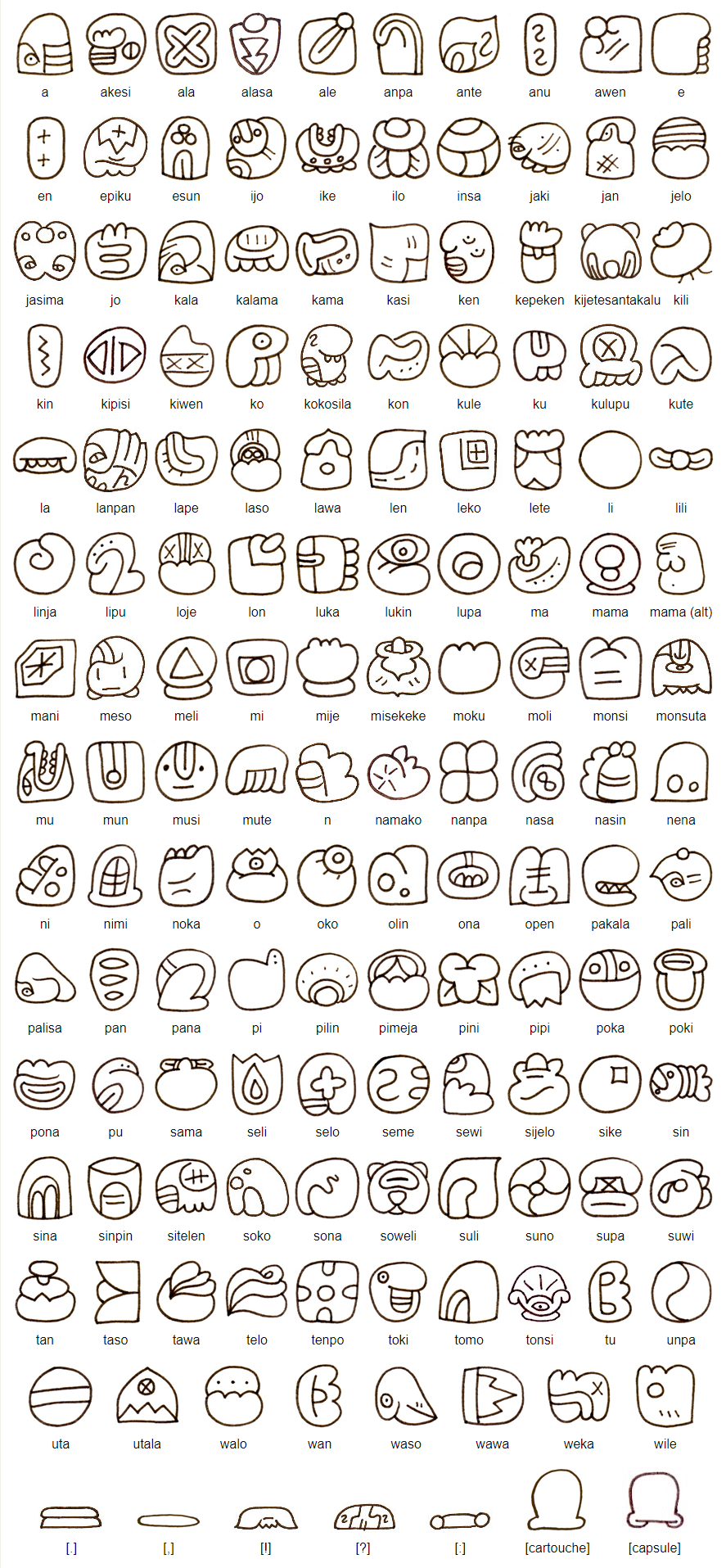
sitelen sitelen

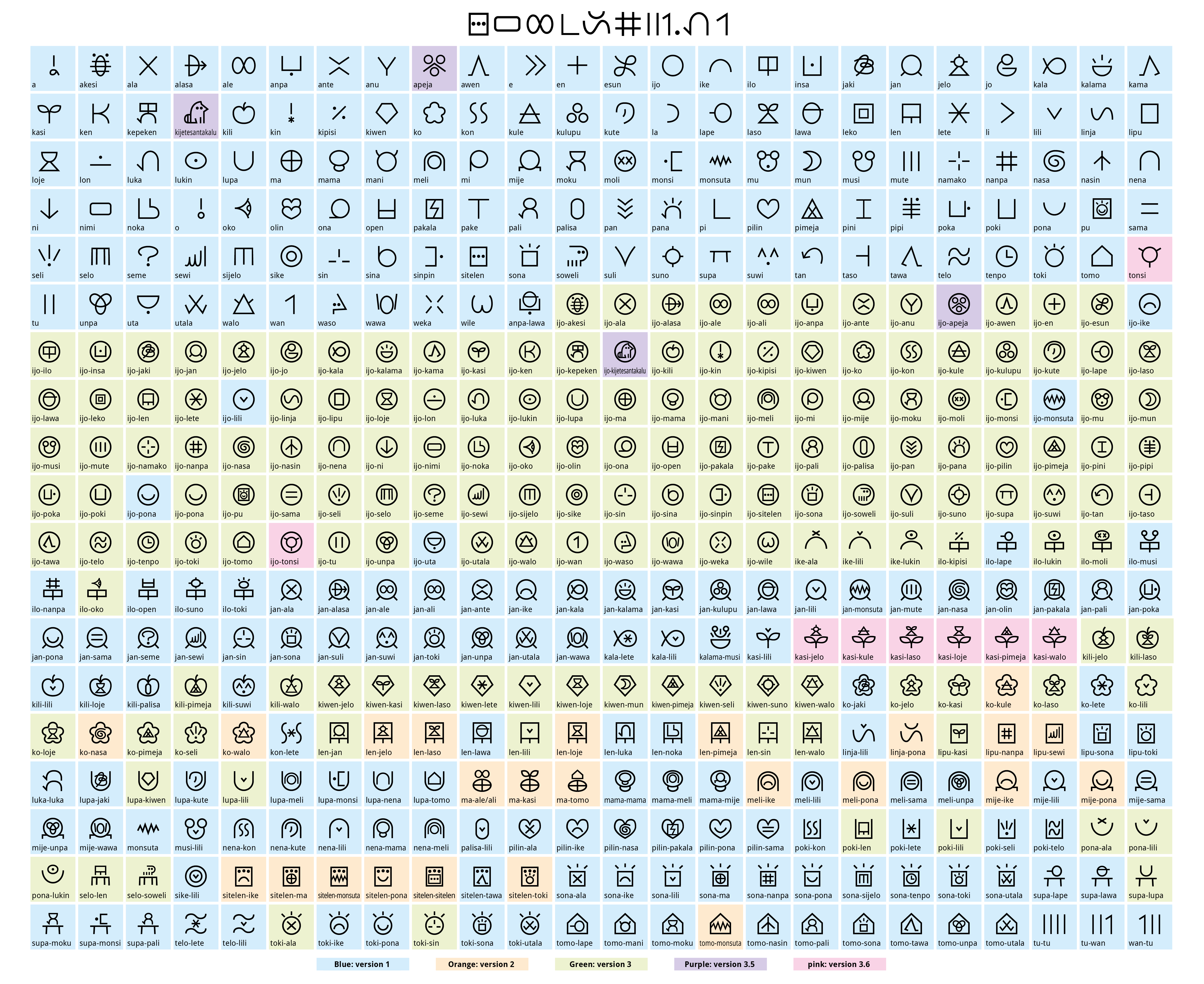
リガチャを含めたsitelen ponaの表

文字はラテン文字（ローマ字）を用いる。ただし、a, e, i, o, u, p, t, k, s, m, n, l, w, j の14文字のみである。文頭であっても小文字で表記するが、人名や国名などの固有名詞のみ大文字で表記する。また、Sonja Langの著書『Toki Pona: The Language of Good』では、sitelen ponaとsitelen sitelenと呼ばれる文字が紹介されている。sitelen ponaは、「良い絵」という意味であり、象形文字のような文字である。トキポナのロゴマークもsitelen ponaのtokiとponaを組み合わせたものである。また、2021年8月に、sitelen ponaをConScript Unicode Registryに含め、U+F1900...U+F1AFFの場所に割り当てることが提案された。sitelen sitelenはsitelen suwiという別名があり、Jonathan Gabelによって考案された。

## 音韻
トキポナの発音は日本語のそれに似ている。ただし、弁別される有声音、二重子音、長母音、口蓋化連続子音はない。
母音は a, e, i, o, u の5つで、それぞれ日本語のア、エ、イ、オ、ウとほぼ同じである。
子音は p, t, k, s, m, n, l, w, j の9つがある。有声音と無声音の区別はない。例えば pu はプともブとも読める。j は硬口蓋接近音を表す（英語でのyにあたる）。つまり ja はヤと発音する。
また、閉音節はn で終わる場合、つまり日本語のンと同じ場合のもののみ存在する。表にすると以下のようになる。
| a  | e  | i  | o  | u  |                                     |
| ka | ke | ki | ko | ku |                                     |
| sa | se | si | so | su |                                     |
| ta | te |    | to | tu | ti は si を用いる                   |
| na | ne | ni | no | nu |                                     |
| pa | pe | pi | po | pu |                                     |
| ma | me | mi | mo | mu |                                     |
| ja | je |    | jo | ju | ji は i を用いる                    |
| la | le | li | lo | lu |                                     |
| wa | we | wi |    |    | wo と wu はそれぞれ o と u を用いる |
|    |    | n  |    |    |                                     |

|        | 唇音 | 舌頂音 | 舌背音 |
| ------ | ---- | ------ | ------ |
| 鼻音   | m    | n      |        |
| 破裂音 | p    | t      | k      |
| 摩擦音 |      | s      |        |
| 接近音 | w    | l      | j      |

|          | 前舌母音 | 後舌母音 |
| -------- | -------- | -------- |
| 狭母音   | i        | u        |
| 中央母音 | e        | o        |
| 広母音   | a        | a        |

一般的に、アクセントは単語の先頭の音節に置かれる。

## 文法

### 品詞
文脈によって単語の品詞が決定されるものが多く、あいまいさが大きい。

### 名詞
地名や言語名は修飾語と固有名詞の組み合わせで表現される。例えば日本は Nijon と表記されるが、日本国は ma Nijon、日本語は toki Nijon、日本人は jan Nijon（トキポナ話者の間では jan pi ma Nijon と表現するのが一般的である）sitelen ponaで表記する際は、各音素を一音素ずつその音素から始まる単語に置き換えて全体を囲むことで表現する。また、単語の後に点を置くと、その単語の最初の一音素を表すことができる。

### 形容詞
トキポナの名詞句は先頭に来る。すなわち、修飾される語は修飾語の前に現れ、後置修飾の形になる。
トキポナにおける修飾の順序はロジバンと正反対である。トキポナにおいて "N A1 A2"（Nは名詞、A1,A2は修飾語）は ((N A1) A2) と解析される。すなわち、英語であれば "A1 N that is A2" のようになる。この順番は、英語の "of" に当たる pi で変えることができる。すなわちN pi A1 A2は、(N (A1 A2))と解釈される。sitelen ponaで表記する際はpiの下部が修飾語全体にかかるように延長して表現されることがある。

### 前置詞
前置詞は（動詞を含む文の場合）動詞の後に置かれる。

### 動詞
主語 述語 目的語 (SVO) の順である。主語のあとにはliを挿入し、目的語の前にはeを挿入する。コピュラ（英語の be 動詞や日本語の「です」）にあたる単語は存在しない。この場合動詞は省略されるが、主語と目的語を分離するために li という単語を挿入する。ただし主語が一人称 mi または二人称 sina である場合は li を用いない。
いくつかの動詞（例えば tawa（行く））は前置詞として扱われ、直接目的語の前に e をとらない。
否定文では動詞の後にalaを置く。諾否疑問文は動詞 ala 動詞として表現する。疑問詞疑問文は尋ねたい箇所をsemeで置き換える。命令文はliをoにする。
定型文では主語が省略されることがある。（例：kama pona!「ようこそ」）

### 助動詞
ムードを表し、述語の前に付いて新しい述語を作る。

### 接続詞
文の構成要素同士を繋ぐ。

## 語彙

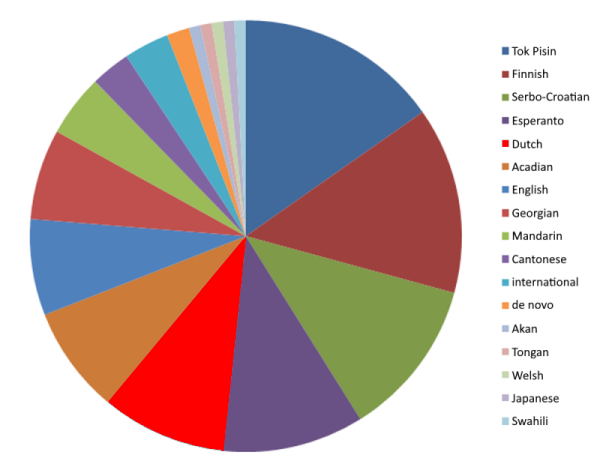
単語の由来の言語毎の割合

118の単語は、複雑な現代文明の登場する以前の単純な生活の原理に基づいて設計されている。単語は、英語、トク・ピシン、フィンランド語、グルジア語、オランダ語、アカディア（ノバスコシア）のフランス語、エスペラント、クロアチア語、中国語（北京語・広東語）などから取られている。日本語からも、擬態語「モグモグ」が、食べる・食事などを意味する moku の語源として採用されている。
潜在的な混乱の元となる最小対立（ミニマル・ペア）を回避するために、いくつかの単語は変更されている。例えば、"he, she, it" を意味する単語はかつては iki であったが、「悪い」を意味する ike に発音がよく似ていることから ona に変更された。

### 色

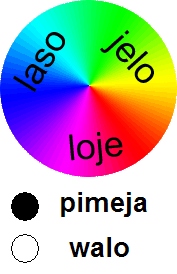
トキポナにおける色

公式に定義されている色は、白 walo、黒 pimeja と色の三原色である、赤 loje、黄色 jelo、青 laso のみである。
それ以外の色は、これらの単語を重ねることによって表す（紫 loje laso 灰色 walo pimeja 等）
いくつかの自然言語のように、トキポナには、青および黄色とは異なる色としての緑を表す言葉がない。青 laso は青緑の意味を、黄色 jelo は黄緑の意味を含んでいるが、それらと明確に区別する必要がある場合は、jelo laso と表現される。

### 数
トキポナにおいて数を表す単語は wan（1）, tu（2）, luka（5、「手」の意味でもある）およびmute（たくさん）しかない。これらを組み合わせて数を表現する。例えば13は mute か luka luka tu wan（5と5と2と1）となる。話者によってはale（本来の意味は「全て」）を100とすることもある。